# Pailhès (Hérault)
Pailhès település Franciaországban, Hérault megyében. Lakosainak száma 608 fő (2022. január 1.). Pailhès Corneilhan, Murviel-lès-Béziers, Puimisson, Saint-Geniès-de-Fontedit és Thézan-lès-Béziers községekkel határos.

## Népesség
A település népességének változása:
| Lakosok száma | 258  | 306  | 421  | 470  | 496  | 548  | 570  | 571  | 571  | 608  |
|               | 1968 | 1982 | 1990 | 2006 | 2013 | 2015 | 2017 | 2019 | 2020 | 2022 |